# 工口龍捲風！2 ～工口旋渦以妹妹為中心急速擴大中！～
《工口龙卷风！2 ～工口旋涡以妹妹为中心急速扩大中！～》（エロいもサイクロン！～渦巻くエロエロは妹を中心に急速拡大中！～），下稱《工口龙卷风！2》，是milimili:AMUSE CRAFT EROTICA在2018年12月21日發售的戀愛冒險類型成人遊戲，亦是《工口龙卷风！》的續作，當中由うすめ四郎負責原畫，若葉祥慶擔當編劇。
《工口龙卷风！2》只有一條劇情分支路線，當中擁有預先設定的場景和人物互動。整部遊戲聚焦於七坂櫻、四條皋月、四條堇跟玩家角色的互動，並刻畫角色之間的性行為。整個故事以不具名的玩家角色的視角作切入點，他的妹妹是個人氣偶像，不過在家中卻喜歡在性方面對他進行惡作劇。

## 遊戲系統
《工口龙卷风！2》採取戀愛冒險的遊玩方式。玩家所扮演的是本作的男主角。大部分的劇情玩家會以他的的視角進行遊戲。遊戲中全部角色皆有語音，只有玩家角色沒有。玩家遊玩時需要閱覽屏幕上所顯示的文本以了解故事情節和人物之間的對話。這些文字會與人物動畫和背景一同出現，用以表示對話的對象。《工口龙卷风！2》只有一條劇情路線。
本作角色之間的關係亦帶有一定性意味。有關場景包括手交、乳交、性交。除此之外，玩家可在開首把角色立繪設定成在一般場景也以戴上動物耳朵或/和全裸的姿態登場。

## 故事
本作的男主角是個大學生，在入學後開始跟妹妹七坂櫻（七坂さくら，下稱小櫻）同居。小櫻是個頗受歡迎的偶像，不過一回到家卻喜歡在性方面對哥哥進行惡作劇。她在前作中把後輩四條皋月（四条さつき）介紹給哥哥，並向她灌輸性知識，誘使她跟哥哥發生性關係。她在此作中亦跟男主角同居——這令皋月的表姊四条堇（四条すみれ）感到憂心，她於是上門查看皋月的情況。堇在校裏是田徑部成員，同時亦是三名女主角當中較有常識的一位。不過在小櫻的安排下她亦開始跟主角發生性關係。

## 開發
《工口龙卷风！2》為milimili:AMUSE CRAFT EROTICA的第2部作品，亦是《工口龙卷风！》的續作。曾在《Shirogane × spirits!》、《Harvest OverRay》等作品負責原畫的うすめ四郎，再次於《工口龙卷风！2》負責上述工作。若葉祥慶擔當本作的編劇。他此前曾任《天結Castle Meister》、《Harvest OverRay》等多部成人遊戲的編劇。

## 發行
正式版於2018年12月21日開售，同時相容Windows Vista/7/8/10。包裝版、下載版、附帶角色抱枕套的包裝版於當天一倂推出。官方會為經官方渠道郵購者贈送人物圖片和小冊子。

## 評價
《BugBug》雜誌的Tanakatsu（タナカツ）在玩過《工口龙卷风！2》後，認為這部遊戲加入了很多在性方面玩弄男主角的內容，十分適合有點抖M的他。此外他亦讚揚四條堇的色情場景，認為她在情侶酒店發生初體驗的場景「十分好用」。他最終結論道，此作除了適合蘿莉控之外，亦適合喜歡色情場景的人遊玩。

## 外部連結
- 官方网站 （页面存档备份，存于） （日語）
- 《工口龍捲風！2 ～工口旋渦以妹妹為中心急速擴大中！～》在視覺小說數據庫的頁面 （英文）